# Henry Bouillier
Pour les articles homonymes, voir Bouillier.
Henry Bouillier, né le 8 janvier 1924 à Boulogne-Billancourt et mort le 20 avril 2014 au Chesnay, est un universitaire français et un bibliophile. 

## Famille
- Son grand père est Victor Bouillier (né le 7 juillet 1857 à St Denis de la Réunion, mort le 20 mars 1941 à Paris), Directeur des succursales et de la Banque de l'Indochine en Nouvelle-Calédonie (1888), Chevalier de la Légion d'Honneur (mai 1912)[2]. Son père est Georges Bouillier (né le 4 mai 1890 à Nouméa, Nouvelle-Calédonie - mort en 1974 Paris). Contrôleur général de la Banque d'Indochine à Saigon de 1925 à 1935 [3].
- Il a une sœur, Antoinette (1922-1994) et un frère jumeau Jacques (1924-2012).

## Biographie
- Lycée Janson-de-Sailly
- Hypokhâgne et khâgne à Louis-le-Grand
- École normale supérieure, promotion d'entrée en 1945
- Agrégé de lettres classiques
- Docteur es lettres, thèse de doctorat soutenue en 1961, sur le poète  Victor Segalen
- Master of arts à Oxford.

Il noue des liens d'amitié avec Etienne Bernand, Pierre Lecuire, ses camarades de Normale.

## Carrière universitaire
- 1949-1950 : Maître assistant à l'université de Glasgow, en Écosse, Angleterre
- 1950-1955 : Maître de conférences à l'université Ain-Chams au Caire, en Égypte
- 1955-1960 : Assistant à l'université Paris IV, La Sorbonne
- 1961-1964 : Professeur de littérature française à la faculté de Nantes
- 1964-1967 : Professeur à l’université du Caire, Égypte
- 1969-1971 : Directeur de l’école supérieure des lettres de Beyrouth, Liban
- 1971-1974 : Professeur à l’université d’Athènes, Grèce
- 1974-1981 : Directeur de la Maison française d’Oxford, Angleterre
- 1982-1992 : Professeur de lettres modernes, à l’université Paris IV, la Sorbonne[4]
- 1992 : Professeur émérite à l’université Paris IV, la Sorbonne.

## Activité littéraire
Il choisit le pseudonyme Henry Amer en hommage à une rue du Caire qu'il avait fréquentée dans ses jeunes années. Dans sa correspondance, Gabriel Bounoure écrit de lui « un de nos critiques les plus aigus, les plus subtils, qui expliquent tout en respectant l'élément inexpliqué et inexplicable ». « Ce pseudonyme est paradoxal car il remplit de joie, celle que donne un plein et parfait équilibre entre une pensée merveilleusement investigatrice et un objet difficile ». L'admiration entre les deux hommes est réciproque, celle d'un maître à penser et de son disciple. 
Critique littéraire à la NRF, Henry Bouillier fréquente le milieu littéraire et poétique de l'époque, que lui présente Jean Paulhan : Marcel Jouhandeau, Yves Bonnefoy, Jacques Audiberti, René Char. Parallèlement à son activité de critique, Henry Bouillier prépare sa thèse sur le poète, alors peu connu Victor Segalen. Jean Paulhan impressionné lors de la soutenance de la thèse écrit en 1961 à Gabriel Bounoure sur la thèse d'Henry « j'ai donné sur le Segalen l'avis le plus chaleureux que j'ai pu. Je veillerai sur le livre. »
Très admiratif de cet univers de poésie, Henry Bouillier estime que Victor Segalen peint « le paradis mythique de sa poésie ». Le travail exigeant et passionné d'Henry Bouillier participe à faire découvrir l'auteur. Henry Bouillier ne cesse de rendre hommage à sa collaboration avec Annie Joly Segalen, la fille du poète, « ce prodigieux amour filial d'outre-tombe », qui publie des manuscrits inédits, des éditions de textes choisis, ou la correspondance rassemblée de son père.